# Автошлях E372
E372, Європейський маршрут E372 — європейський автошлях, що бере свій початок у Варшаві і закінчується у Львові. Загальна довжина — 367 кілометрів, в Україні 62,5 кілометра.
В Україні автомаршрут E372 починається на кордоні з Польщею (дорога крайова  17) на пропускному пункті Рава-Руська й далі збігається з маршрутом міжнародного автошляху М09 (Тернопіль —Львів — Жовква — Рава-Руська).

## Маршрут автошляху
Шлях проходить через такі міста:
- Польща: Варшава — Люблін
- Україна: Жовква — Львів

Автошлях E372 проходить територією Польщі та України.